# Peperomia subpetiolata
Peperomia subpetiolata är en pepparväxtart som beskrevs av Truman George Yuncker. Peperomia subpetiolata ingår i släktet peperomior, och familjen pepparväxter. Inga underarter finns listade i Catalogue of Life.